# Domènec Ruiz Devesa
Domènec Miguel Ruiz Devesa (Alicante, 3 de marzo de 1978) es un consultor, economista y político español del Partido Socialista Obrero Español, fue diputado en el Parlamento Europeo desde 2019 hasta 2024 dentro del Grupo de la Alianza Progresista de Socialistas y Demócratas.

## Biografía

### Formación
Es licenciado en Derecho y Economía por la Universidad Carlos III de Madrid (2002), licenciado en Ciencias Políticas y Sociología por la Universidad Nacional de Educación a Distancia (2003) y tiene un posgrado en Política Exterior Estadounidense y Estudios Europeos por la Universidad Johns Hopkins.

### Carrera política
Desde sus inicios como miembro del Grupo Socialista Universitario en 1997 hasta la fundación de Safo Journal en 2000, ha participado en diversas organizaciones. 
Su trayectoria profesional incluye funciones como Consultor en el Banco Interamericano de Desarrollo (2005) y Especialista en Educación en la Región de América Latina y el Caribe del Banco Mundial (2008-2010). En 2008 fue elegido Presidente de la Washington European Society (WES) . Su compromiso con la educación se extendió a nivel internacional, desempeñando el cargo de Consultor de Educación en Nigeria de 2009 a 2011.
Consultor del Banco Mundial, ejerció como secretario general de la agrupación del Partido Socialista Obrero Español (PSOE) en Washington D. C. Presidente de la Unión de Europeístas y Federalistas de Madrid , fue candidato del PSOE al Senado por Madrid de cara a las elecciones al Senado de 2015 y 2016, en las que obtuvo, respectivamente, 580 036 y 617 001 votos, sin llegar a obtener escaño de senador.
Incluido como candidato en el número 20 de la lista del PSOE de cara a las elecciones al Parlamento Europeo de 2019, resultó elegido eurodiputado . El 2 de julio de 2019 se integró en el Grupo de la Alianza Progresista de Socialistas y Demócratas.En su rol parlamentario fue coordinador S&D de  la Comisión de Asuntos Constitucionales, miembro en la comisión de Cultura y Vicepresidente  de la Delegación para Irak. Además, es suplente en comisiones tales como  Libertades Civiles, Justicia y Asuntos de Interior o Peticiones, entre otras. En las elecciones de 2024 no fue incluido en las listas electorales y con la elección del nuevo Parlamento Europeo cesó como eurodiputado. 